# Episodi di The Girls Next Door (seconda stagione)
La seconda stagione della serie televisiva The Girls Next Door è andata in onda negli USA dal 30 luglio al 19 novembre 2006 sulla rete televisiva E!.
| nº | Titolo originale                    | Titolo italiano                  | Prima TV USA      | Prima TV Italia |
| -- | ----------------------------------- | -------------------------------- | ----------------- | --------------- |
| 1  | Here's Looking at You, Hef (part 1) |                                  | 30 luglio 2006    |                 |
| 2  | 80 Is the New 40 (part 2)           |                                  | 30 luglio 2006    |                 |
| 3  | Career Dazed                        |                                  | 6 agosto 2006     |                 |
| 4  | Muntiny on the Booty                |                                  | 13 agosto 2006    |                 |
| 5  | San Diego or Busts                  |                                  | 20 agosto 2006    |                 |
| 6  | Heavy Petting                       |                                  | 3 settembre 2006  |                 |
| 7  | Sleepwear Optional                  |                                  | 10 settembre 2006 |                 |
| 8  | I See London, I See France          |                                  | 17 settembre 2006 |                 |
| 9  | When in Rome                        | Le ragazze nella capitale romana | 24 settembre 2006 |                 |
| 10 | Baby Talk                           | C'è aria di bambini              | 1º ottobre 2006   |                 |
| 11 | The 21 Club                         |                                  | 8 ottobre 2006    |                 |
| 12 | Girls Will Be Ghouls                |                                  | 15 ottobre 2006   |                 |
| 13 | The Age of Aquarium                 |                                  | 29 ottobre 2006   |                 |
| 14 | Rabbit Season                       |                                  | 5 novembre 2006   |                 |
| 15 | We Can Work It Out                  |                                  | 12 novembre 2006  |                 |
| 16 | Playboys After Dark                 |                                  | 19 novembre 2006  |                 |